# The Time Monster
The Time Monster (El monstruo del tiempo) es el quinto y último serial de la novena temporada de la serie británica de ciencia ficción Doctor Who, emitido originalmente en seis episodios semanales del 20 de mayo al 24 de junio de 1972.

## Argumento
El Amo ha adoptado el alias de profesor Thascalos (la traducción al griego de su nombre), y está usando esta tapadera para usar los recursos de la unidad de investigación de Newton en la universidad de Cambridge para hacer experimentos sobre el tiempo. Su experimento de TOMTIT (Transmission of Matter through Interstitial Time, Transmisión de Materia a través de Intersecciones del Tiempo), en el que le ayudan Ruth Ingram y Stuart Hyde, se enfoca en transmitir la materia rompiéndola en ondas de luz. Para mantener su tapadera, ha hipnotizado al Dr. Percival, el director del instituto. El Amo está particularmente interesado en examinar un cristal con forma de tridente que está en su poder, y lo usa para atraer a una criatura a la que llama Kronos.
El Doctor y Jo Grant visitan el instituto siguiendo una corazonada de que el Amo ha vuelto a la Tierra en su TARDIS. Encuentra que el tiempo se mueve más despacio, ya que los experimentos están perturbando el flujo normal del tiempo, mientras Hyde, a quien pillan en medio del experimento, envejece más de ochenta años. El Brigadier Lethbridge-Stewart, que también ha sido testigo del experimento TOMTIT, hace que evacúen el proyecto y empieza a buscar al Amo, ahora que su disfraz ha sido descubierto. El Doctor le explica a Ruth y Jo que Kronos es un poderoso cronóvoro, una criatura de fuera del tiempo que se alimenta del tiempo mismo, que hace mucho tiempo fue atraída desde el Vórtice hasta la antigua Atlántida cuando usaron un cristal tridente más grande que la que usó el Amo. Ese cristal permanece en la Atlántida. El Doctor sospecha que el objetivo del Amo también es capturar al cronóvoro, pero llevar a cabo tal empresa pone en peligro la totalidad de la creación.
Mientras tanto, el sumo sacerdote de Kronos en la Atlántida, Krasis, es transportado por el Amo a través de una intersección temporal y traído a la oficina de Percival. El Amo se hace con el sello de Kronos del sacerdote y lo usa para controlar al cronóvoro, invocando a Kronos para que se materialice en la habitación. Una figura mitad hombre, mitad pájaro lleno de plumas, rezuma poder, y devora a Percival sin contemplaciones. Es brevemente contenido por el Amo, pero se libera, y Krasis supone que esto ha sido porque el Amo solo tiene un trozo pequeño del cristal original.
El Doctor y sus alíados han sido alertados de las acciones del Amo y construye un análogo de flujo temporal para interrumpir los experimentos de su rival. Los dos enemigos pasan un tiempo intentando atraparse el uno al otro, normalmente con extrañas consecuencias: personajes históricos transportados al presente, Stuart Hyde recuperando su juventud, el Sargento Benton convertido en un bebé al verse atrapado en un rayo del TOMTIT, y varios miembros de UNIT, incluyendo al Brigadier, congelados en una burbuja temporal. Los dos Señores del Tiempo se enfrentan con sus respectivas TARDIS, y el Doctor es expelido hacia el Vórtice, pero sobrevive con la ayuda de Jo y su propia TARDIS.
En la antigua Atlántida, el viejo y sabio rey Dalios está preocupado por la desaparición de Krasis y la amenaza del verdadero cristal de Kronos, que está siendo guardado por el minotauro en el corazón de un laberinto. El Amo viaja a la Atlántida en busca del verdadero cristal y pronto seduce a la corte atlante, cortejando a la vanidosa reina Galleia e involucrándola en sus intrigas. Dalios le avisa de los peligros del tiempo cuando Kronos sirvió a la Atlántida, pero su mujer no se conmueve por sus ruegos o sus sospechas del Amo, de quien el rey no cree que sea un enviado de los dioses. Cuando el Doctor y Jo llegan, el viejo rey, mucho más viejo de lo que parece, ya que Kronos le dio el poder de la longevidad, forma un lazo de confianza con el Doctor y le dice que cuando la Atlántida se alejó de Kronos, su civilización intentó cortar el enlace por el cual el cronóvoro podría ser esclavizado. Pero el cristal no puede ser destruido, solo quebrado. Dalios también le dice al Doctor que el minotauro fue una vez su amigo, pero quería tener la fuerza de un toro, y Kronos, jugando, le dio a este hombre su deseo. El Doctor entonces se enfrenta al minotauro para rescatar a Jo, que ha sido enviada por engaño de Krasis al laberinto, y la criatura es destruida. El cristal sale así del laberinto, pero el plan del Amo con Galleia ha dado sus frutos y ha usurpado el trono, deponiendo y arrestando a Dalios. Jo y el Doctor son detenidos también, y son testigos de la triste muerte de Dalios con maltratos y tortura.
Cuando el consejo de la Atlántida se reúne, Galleia descubre que Dalios está muerto y, habiéndolo amado y respetado, su fin es suficiente para romper su fe en el Amo. Krasis, sin embargo, aún está esclavizado por él y usa el gran cristal para invocar a Kronos a la Atlántida una vez más. El enfurecido cronóvoro comienza a destruir la Atlántida, y para sobrevivir, el Amo se escapa en su TARDIS, con Jo Grant a remolque. El Doctor sale en su persecución en su TARDIS, mientras Kronos destruye la ciudad y a la gente de la Atlántida. Las dos TARDIS están ahora en el Vórtice, donde el Doctor dice que ambos podrían ser destruidos, causando un choque temporal si los dos vehículos ocuparan el mismo sitio en el mismo punto espacio-temporal. Cuando le hace esta amenaza, Kronos se libera, y agradecido por esta acción, salva al Doctor y Jo y les devuelve a su TARDIS. A insistencia del Doctor, salva también al Amo, pero este huye en su propia TARDIS antes de que puedan apresarle. El Doctor y Jo vuelven al instituto y allí Ingram y Hyde usan la máquina TOMTIT una última vez para devolver a los hombres de UNIT a la normalidad, aunque dejando a Benton vestido con un pañal. La máquina entonces se sobrecarga, acabando con los experimentos temporales para siempre.

### Continuidad
Esta historia proporciona la tercera de tres explicaciones diferentes para el hundimiento de la Atlántida en Doctor Who, las otras fueron en The Underwater Menace y The Dæmons. El Doctor y sus amigos ya se vieron amenazados por un minotauro en la Tierra de la Ficción, en The Mind Robber (1968), y más tarde se volverían a ver criaturas minotáuricas en The Horns of Nimon (1979,1980) y una vez más en El complejo de Dios (2011).
El decorado del interior de la TARDIS que aparece en esta historia, tanto en la del Doctor como en la del Amo, es único en la serie, con muros con círculos mucho más grandes. La pantalla del escáner tiene forma de círculo (algo que solo se vio una vez antes, en The Claws of Axos), y los dos interiores solo se diferencian en que el a TARDIS del Amo tiene un elemento central en la consola diferente, y las puertas están en el lado contrario a las del Doctor.
En esta historia, el Doctor le habla a Jo de un gurú Señor del Tiempo que le influyó de niño. La historia que el Doctor le cuenta a Jo, acerca de subir una colina y su gurú apuntando a una flor, está basada en una historia de un texto budista, el Mumonkan, donde Buda sujeta una flor y Mahakasyapa entiende el Zen en ese momento. Temáticas budistas se volverían a ver en el último serial del Tercer Doctor, Planet of the Spiders.

## Producción
| Episodio          | Fecha de emisión    | Duración | Espectadores en millones | Estado en el archivo    |
| ----------------- | ------------------- | -------- | ------------------------ | ----------------------- |
| Episodio 1        | 20 de mayo de 1972  | 25:04    | 7,6                      | Conversión de color PAL |
| Episodio 2        | 27 de mayo de 1972  | 25:05    | 7,4                      | Conversión de color PAL |
| Episodio 3        | 3 de junio de 1972  | 23:59    | 8,1                      | Conversión de color PAL |
| Episodio 4        | 10 de junio de 1972 | 23:55    | 7,6                      | Conversión de color PAL |
| Episodio 5        | 17 de junio de 1972 | 24:29    | 6,0                      | Conversión de color PAL |
| Episodio 6        | 24 de junio de 1972 | 24:55    | 7,6                      | Conversión de color PAL |
| [ 1 ] [ 2 ] [ 3 ] |                     |          |                          |                         |

En esta historia hay un rediseño del interior de la TARDIS del cual no quedó contento el productor Barry Letts, y el decorado se dañó poco después de que se grabara el serial.
Aunque las cintas originales en PAL se habían borrado, se devolvieron a la BBC copias en NTSC desde Ontatio, Canadá, en 1983. En 1987 se descubrió una cinta en blanco y negro en 625 líneas del episodio seis. Se recoloreó combinando la imagen en blanco y negro con la señal de color en 525 líneas, creando una copia de superior calidad a la NTSC.